# Gianfranco Bettetini
Gianfranco Bettetini (* 16. Januar 1933 in Mailand; † 12. Januar 2017 ebenda) war ein italienischer Semiotiker, Drehbuchautor und Filmregisseur.

## Leben
Bettetini schloss das Politecnico di Milano als Elektrotechnikingenieur ab und war seit 1965 Dozent für Filmgeschichte und Filmkritik. Zugleich arbeitete er für die RAI als Autor und Regisseur für Kultur- und Dokumentarprogramme und übernahm die Regie von Fernsehfilmen. Zwischen 1969 und 1986 führte er in fünf Filmen selbst Regie, die im Kinoformat gedreht, aber im Fernsehen gezeigt wurden, in denen er eine persönliche Filmsprache entwickelte.
Danach widmete sich Bettetini den Kommunikationswissenschaften, besonders der audiovisuellen Semiotik, und war wissenschaftlicher Leiter des Instituto Agostino Gemelli sowie Universitätsdozent. In seinen Fachgebieten hat er zahlreiche Veröffentlichungen vorzuweisen.

## Filmografie
- 1969: La fine del mondo
- 1973: Stregone di città
- 1975: Ambrogio da Milano
- 1979: Semmelweis
- 1986: L'ultimo mazurka